# Cyclobarbital
Cyclobarbital ist ein Barbiturat, d. h. ein Derivat der Barbitursäure. Barbiturate werden als Sedativa, Narkotika und Antiepileptika eingesetzt. Der Wirkstoff wurde 1924 als Schlafmittel von Bayer patentiert. Verwendet wird üblicherweise das Calciumsalz. Das Münchener Unternehmen PAN GmbH hatte das Schlafmittel Somnupan als Schlaftabletten für die tägliche Praxis beworben.
Cyclobarbital hat in der Barschel-Affäre für Aufsehen gesorgt, da es dort in einer tödlichen Dosis zum Einsatz gekommen sein soll.

## Rechtsstatus
Cyclobarbital ist in der Bundesrepublik Deutschland aufgrund seiner Aufführung in der Anlage 2 BtMG ein verkehrsfähiges, aber nicht verschreibungsfähiges Betäubungsmittel. Der Umgang ohne Erlaubnis ist grundsätzlich strafbar. Weitere Informationen sind im Hauptartikel Betäubungsmittelrecht in Deutschland zu finden.
International fällt Cyclobarbital unter die Konvention über psychotrope Substanzen.